# Dolichocybaeus uenoi
Dolichocybaeus uenoi är en spindelart som beskrevs av Takeo Yaginuma 1970. Dolichocybaeus uenoi ingår i släktet Dolichocybaeus och familjen vattenspindlar. Inga underarter finns listade i Catalogue of Life.